# Храм Солт-Лейк
Храм Солт-Лейк — культова споруда Церкви Ісуса Христа Святих Останніх Днів в Солт-Лейк-Сіті, США. Розташовується на Храмовій площі, що розкинулася на території 4 гектара. При цьому сам храм є найбільшим серед усіх храмів цієї релігійної організації, займаючи площу в 23,5 тис. м².

## Історія створення
Про плани зведення Храму Солт-Лейк було оголошено ще в 1847 році, сам храм будувався близько 40 років, з 1853 по 1893 роки, за проектом архітектора Трумена Енджелла. Поєднує в собі одночасно елементи готичного і романського стилів. Для будівництва використовувався схожий з гранітом кварцовий монцоніт, видобутий на каньйоні Little Cottonwood в 15 милях від міста. Відкривав Храм Солт-Лейк четвертий Пророк і Президент Церкви Ісуса Христа Святих Останніх Днів Уілфорд Вудрафф.
У 1962 році був закритий на реставрацію, під час якої була знесена одна зі старих прибудов, замінена проводка і система каналізації, виконані оздоблювальні роботи. Був знову відкритий для прихожан в 1963 році.
1966 року збудовано новий приділ.

## Примітка
1. ↑  Satterfield, Rick, Salt Lake Temple [Архівовано 19 вересня 2012 у Wayback Machine.](англ.)